# Juny
El juny és el sisè mes de l'any en el calendari gregorià i té 30 dies. El seu nom en llatí era Iunius i venia donat per la deessa romana Juno. Com abril, tenia 30 dies en el primitiu calendari romà, però va passar a tenir-ne 29 en el calendari lunar de Numa Pompili. Amb el calendari julià va recuperar la quantitat de 30 dies. Els seus símbols són el sol i la rosa. Dona inici a l'estiu a l'hemisferi nord.
El mes de juny està dedicat al Sagrat Cor de Jesús.
June és un nom femení que es pot donar a una persona nascuda al juny. En astrologia, els signes zodiacals per a les persones nascudes entre el 21 de maig i el 21 de juny és Gèminis (♊︎); per als nascuts entre el 22 de juny i el 22 de juliol, el seu signe és Càncer (♋︎). Les pedres de naixement associades amb el juny als Estats Units són la perla, la pedra de la lluna i l'alexandrita. Les flors de naixement de juny són la rosa i el xuclamel.

## Esdeveniments del juny
- L'1 de juny se celebra el Dia Internacional de la Llet[9]
- El 4 de juny se celebra el Dia internacional dels nens innocents víctimes d'agressions[10]
- El 5 de juny se celebra el Dia mundial del Medi Ambient[11]
- El 8 de juny se celebra el Dia mundial de l'Oceà[12]
- El 12 de juny se celebra el Dia mundial contra el treball infantil[13]
- El 13 de juny se celebra el Dia internacional de conscienciació sobre l'albinisme[14][15]
- El 14 de juny se celebra el Dia Mundial del Donant de Sang[16]
- El 16 de juny se celebra el Bloomsday[17]
- El 17 de juny se celebra el Dia Mundial de la Lluita contra la Desertificació i la Sequera[18]
- El 20 de juny se celebra el Dia mundial del Refugiat[19] i el Yellow Day, el dia més feliç de l’any[20]
- El 21 de juny és el Dia de la Música.[21] i el  Dia internacional del ioga[22]
- La nit entre el 23 i el 24 se celebra la revetlla de Sant Joan.,[23][24]
- El 26 de juny se celebren el Dia Internacional contra l'Ús Indegut i el Tràfic Il·lícit de Drogues[25] i el Dia Internacional de Suport a les Víctimes de Tortura[26]
- El 28 de juny se celebra la revetlla de Sant Pere i és el Dia Internacional de l'Orgull LGBT[27]
- la festa de Corpus Christi és mobil, però sempre dins el mes de juny.[28]

## Efemèrides
- 1412: signatura del Compromís de Casp.[29]
- 1442: Alfons el Magnànim conquereix el regne de Nàpols després de 6 mesos de setge.[30]
- 1640: Corpus de Sang, revolta dels segadors contra els terços castellans (guerra dels Segadors).[31]
- 1654: Lluís XIV és coronat rei de França.[32]
- 1815: Les tropes napoleòniques són derrotades per les tropes britàniques a la batalla de Waterloo que marcarà la victòria aliada de la Setena Coalició.[33]
- 1907: Creació de l'Institut d'Estudis Catalans.[34]
- 1926: Un tramvia de la línia 30 atropella l'arquitecte Antoni Gaudí a la Gran Via.[35]
- 1928: Amelia Earhart, primera dona que travessa l'Atlàntic en avió, i segona persona que ho fa.[36]
- 1934: La Nit dels ganivets llargs autoritzada per Adolf Hitler promou els assassinats i arrests dels principals dirigents de les Sturmabteilung (SA).[37]
- 1942: Anne Frank rep un diari pel seu 13è aniversari.[38]
- 1944: Dia D en la Segona Guerra Mundial. Uns 150.000 soldats aliats desembarquen a les platges de Normandia de la França ocupada (Operació Overlord).[39]
- 1947: George Marshall presenta el Pla Marshall d'ajuda als països europeus afectats per la Segona Guerra Mundial.[40]
- 1963: Valentina Tereixkova s'enlaira en la càpsula espacial Vostok 6, convertint-se en la primera dona cosmonauta.[41]
- 1967: The Beatles publica el disc Sgt. Pepper's Lonely Hearts Club Band, l'àlbum més representatiu de l'etapa psicodèlica.[42]
- 1977: Eleccions generals espanyoles de 1977. Són les primeres eleccions amb sufragi universal, lliure, directe i secret des de la Segona República.[43]
- 1981: es publica un informe mèdic sobre cinc homes homosexuals que presenten una pneumònia d'etiologia desconeguda. Estudis posteriors conclouran que es tracta d'una malaltia fins aleshores desconeguda: la sida.[44]
- 1987: Atemptat de l'Hipercor a Barcelona per part d'ETA. El balanç és de 21 morts i 40 ferits.[45]
- 2005: les Corts Generals d'Espanya aproven la llei del matrimoni homosexual, amb 187 vots a favor, 147 en contra i 4 abstencions.[46]

## Persones

### Naixements

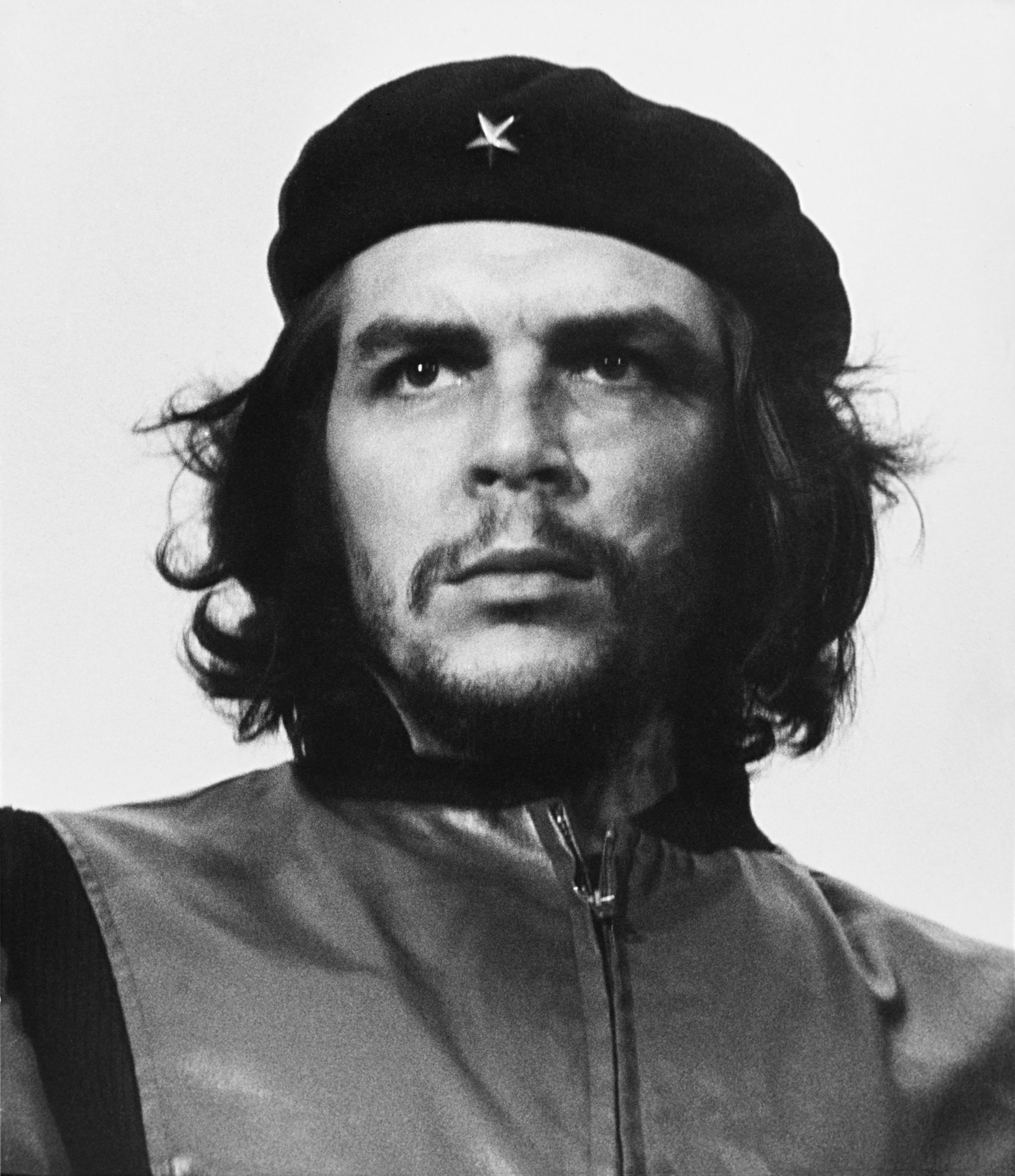
Che Guevara va néixer el 14 de juny de 1928

Enric VIII va néixer el 28 de juny de 1491

Persones notables nascudes al juny inclouen:
- 1r – Frank Whittle, enginyer anglès i oficial de la Royal Air Force que va inventar el motor de turboreactor (1907).[50]
- 8è – Tim Berners-Lee, informàtic anglès que va inventar la World Wide Web (1955).[51]
- 9è: 
  - Leopold I, emperador del Sacre Imperi Romanogermànic i rei d'Hongria, Croàcia i Bohèmia (1640).[52]
  - Pere el Gran, tsar de Rússia i posteriorment el primer Emperador de totes les Rússies (1627).[53]
- 14è – Che Guevara, revolucionari marxista argentí, líder guerriller, diplomàtic i teòric militar; una figura important de la Revolució Cubana (1928).[54]
- 17è – Ígor Stravinski, compositor rus (1882).[55]
- 18è – Paul McCartney, cantant, compositor i músic anglès, antic membre de The Beatles (1942).[56]
- 19è – José Rizal, nacionalista, escriptor i polímata filipí; un heroi nacional (pambansang bayani) de les Filipines (1861).[57]
- 24è – Lionel Messi, futbolista argentí (1987).[58]
- 28è: 
  - Enric VIII, rei d'Anglaterra conegut pels seus sis matrimonis i l'inici de la Reforma Anglesa (1491).[59]
  - Jean-Jacques Rousseau, filòsof ginebrí influent en l'Il·lustració (1712).[60]
- 29è – Yússuf I, setè governant nassarita de l'Emirat de Granada que va presidir la seva edat d'or (1318)[61]

### Morts

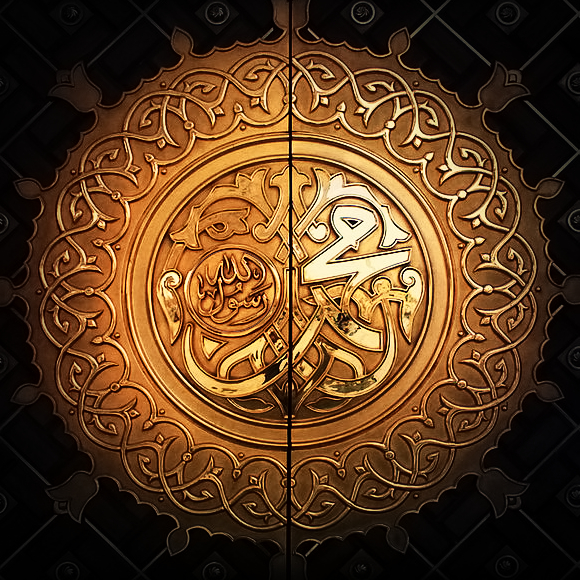
Mahoma va morir el 8 de juny de 632

Persones notables que van morir al juny inclouen:
- 1r – Emperador Gaozu de Han, fundador i primer emperador de la Dinastia Han de la Xina (195 aC).[62]
- 3r – William Harvey, metge anglès, el primer conegut que va descriure el sistema circulatori del cos humà (1657).[63]
- 4t: 
  - Antonio José de Sucre, general i polític veneçolà, influent en les Guerres d'independència hispanoamericanes (1830).[64]
  - Guillem II, darrer Emperador d'Alemanya i rei de Prússia (1941).[65]
- 8è: 
  - Andrew Jackson, advocat i general americà que va servir com a setè president dels Estats Units (1845).[66]
  - Mahoma, líder religiós, social i polític àrab, fundador de l'Islam (632).[67]
- 9è: 
  - Neró, emperador romà, l'últim de la Dinastia julioclàudia (68 dC).[68]
  - Charles Dickens, novel·lista, periodista, escriptor de contes i crític social anglès (1870).[69]
- 10è – Frederic Barba-roja, emperador del Sacre Imperi Romanogermànic considerat un dels més grans de l'imperi a l'època medieval (1190).[70]
- 10 o 11 de juny – Alexandre el Gran, rei de Macedònia, considerat un dels comandants militars més grans i exitosos (323 aC).[71]

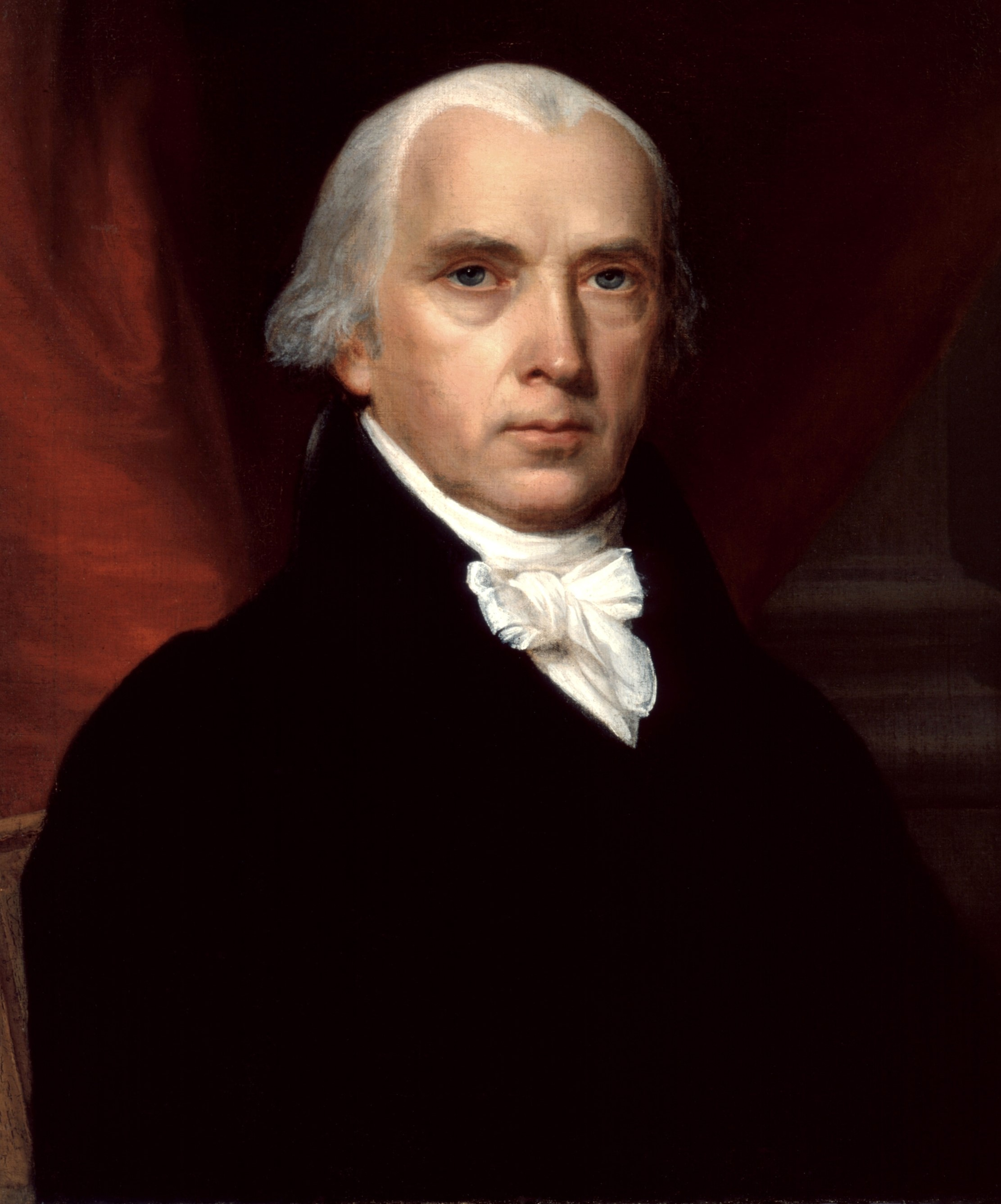
James Madison va morir el 28 de juny de 1836

- 14è – Max Weber, sociòleg i historiador alemany, figura central en el desenvolupament de la sociologia i les ciències socials (1920).[72]
- 17è – Uthman, tercer califa del Califat Raixidun que va ordenar la compilació oficial de la versió estandarditzada de l'Alcorà (656).[73]
- 18è – Lleó III l'Isàuric, primer emperador romà d'Orient de la Dinastia Isàurica (741).[74]
- 21è: 
  - Eduard III, rei d'Anglaterra que va restaurar l'autoritat reial (1377).[75]
  - Nicolau Maquiavel, diplomàtic florentí, autor, filòsof i historiador considerat el pare de la filosofia política moderna i la ciència política (1527).[76]
- 24è – Emperador Hongwu, emperador fundador de la Dinastia Ming de la Xina (1398).[77]
- 25è – Michael Jackson, cantant, compositor i ballarí americà, un dels artistes musicals més venuts de tots els temps (2009).[78][79]
- 27è – Joseph Smith, líder religiós americà, fundador del mormonisme i del Moviment dels Sants dels Darrers Dies (1844).[80]
- 28è – James Madison, Pare Fundador americà i quart president dels Estats Units (1836).[81]